# 채찬병
채찬병(1976년~)은 대한민국의 컴퓨터 과학자이자 전기전자공학자이다. 연세대학교 인공지능융합대학 IT융합공학과 언더우드특훈교수이자 미국 벨연구소 책임연구원으로 활동 중이다. 현재 국제전기전자공학회 석학회원 (IEEE Fellow)이며 한국공학한림원 선출회원이다.